# Ruru Crests
Ruru Crests är en bergstopp i Antarktis. Den ligger i Östantarktis. Nya Zeeland gör anspråk på området. Toppen på Ruru Crests är 1 400 meter över havet.
Terrängen runt Ruru Crests är varierad. Havet är nära Ruru Crests åt nordväst. Trakten är obefolkad. Det finns inga samhällen i närheten. 